# Раздолненски район
Раздолненски район (на руски: Раздольненский район) се намира в северозападната част на Крим. Административен център е гр. Раздолное.
Ива площ 1231 км² и население 37 185 души (2001).

### Етнически състав
(2001)
- 41,1% – руснаци
- 40,1% – украинци
- 13,3% – кримски татари
- 1,3% – беларуси
- 0,4% – поляци
- 0,2% – молдовци